# 毛罗·祖利亚尼
毛罗·祖利亚尼（義大利語：Mauro Zuliani，1959年7月23日—），意大利男子田径运动员。他曾代表意大利参加1980年和1984年夏季奥林匹克运动会田径比赛，其中1980年奥运会获得一枚铜牌。